# Jelena Chartsjenko
Jelena Aleksandrovna Chartsjenko (Russisch: Елена Александровна Харченко) (Stavropol, 23 mei 1983) is een Russische basketbalspeelster die uitkwam voor verschillende teams in Rusland. Ze is Meester in de sport van Rusland, Internationale Klasse.

## Carrière
Chartsjenko begon haar carrière bij Stravropolchanka-SKFU Stavropol in 1998. In 2001 stapte ze over naar Tsjevakata Vologda. In 2006 werd Chartsjenko voor één seizoen verhuurd aan Sjelen  Krasnojarsk. In 2011 stapte ze over naar Dinamo Moskou. In 2012 ging ze naar Sparta&k Oblast Moskou Vidnoje. In 2014 ging ze naar Rostov-Don. Met die club werd ze Landskampioen van Rusland (divisie B) in 2014.

## Erelijst
- Landskampioen Rusland:
  - Tweede: 2013
- Landskampioen Rusland: 1 (divisie B)
  - Winnaar: 2014
- Bekerwinnaar Rusland:
  - Runner-up: 2013